# Neretum
Neretum (grec antic: Νήρητον) va ser una ciutat dels sal·lentins a l'antiga Calàbria (moderna Pulla), esmentada per Claudi Ptolemeu i Plini el Vell entre les ciutats de l'interior d'aquella regió. La Taula de Peutinger la situa a vint-i-nou mil passes de Mandúria a la via que portava a Uxentum.
Segons Plini el Vell va ser un municipi romà, i així ho confirmen les inscripcions. Correspon a la moderna Nardò, on no queda cap resta d'edificis romans.